# Charles Wallace
Charles Malcolm Wallace Midgley (Lewisham, Londres, 1885 - Barcelona, 14 de diciembre de 1942) conocido en España como Carlos Wallace, fue un futbolista inglés que jugaba como delantero y jugador histórico del Fútbol Club Barcelona, club del que también fue directivo. Era el hermano mayor de los también futbolistas Percival y Gordon Wallace.

## Trayectoria
Jugó en el Internacional Foot-Ball Club (1905-06) y el Català Foot-Ball Club (1906-07), antes de recalar en 1907 en el Foot-Ball Club Barcelona. En el club azulgrana coincidió con sus hermanos Percy y, más ocasionalmente, Gordon, y fue donde desarrolló la mayor parte de su carrera. Llegó a ser capitán del equipo, además de vicepresidente (1908-09) y vocal (1910-11) de la junta directiva. Ganó tres veces el Campeonato de Cataluña, lo que le permitió disputar como representante de la región en sendas ocasiones el Campeonato de España —vigente Copa del Rey—. Allí venció el que fue el primer título oficial a nivel nacional del club al ganar la edición de 1910, con un gol suyo en el partido final contra el Español de Madrid. Ese mismo año venció también el concurso internacional de la Copa de los Pirineos, de carácter amistoso pero de gran prestigio en la época. Lo revalidó al año siguiente, con un papel destacado de los hermanos Wallace en la final, con dos goles de Charles y uno de Percy en la victoria por 4-2 frente a una coalición bordelesa conocida como los «bons gars de Bordeaux» (campeón francés de la FGSPF de 1909).

### Su expulsión del F. C. Barcelona
Su etapa terminó cuando varios jugadores aceptaron jugar un partido amistoso contra el Valencia Foot-Ball Club a finales de 1911, el cual ofrecía una cuantiosa suma por su disputa, a lo que varios de los jugadores barcelonistas estaban de acuerdo. Fueron más allá, al pretender que parte de la recaudación de las taquillas, era lícita de ser negociada para bien de los implicados —circunstancias comunes en el fútbol profesional, pero no así en una época caracterizada por el amateurismo—. Esto provocó un cisma en el club con los defensores del carácter amateur del fútbol, encabezados por el presidente Gamper. Finalmente, en una asamblea celebrada en el mes de octubre, los jugadores rebeldes, entre los que se encontraban los hermanos Charles Wallace y Percy Wallace, fueron expulsados del club. Otros, afines y por camaradería con sus compañeros, y por considerarlo injusto, abandonaron también la entidad, como los hermanos Carlos Comamala y Arsenio Comamala.
Ingresaron en las filas del Club Deportivo Español, y a finales del año 1912 figuran como integrantes del Casual Sport Club (ca) —entidad fundada por los disidentes barcelonistas—, y con el que siguieron disputando el campeonato catalán de Primera Categoría. Este, sin embargo, tuvo una vida efímera y Wallace, regresó entonces al conjunto barcelonista, aunque solo jugó algunos partidos amistosos de más. Su etapa en el club se cerró con 105 goles anotados en 102 partidos, contabilizando los amistosos. Dio por concluida su carrera en 1914 con la disputa de un último encuentro del Campeonato Regional Centro, como ya hiciera años atrás, con el Madrid Foot-Ball Club.

## Estadísticas

### Clubes
En 1908 participó con el Madrid F. C. en un partido del Campeonato Regional Centro frente al Athletic de Madrid, el 23 de marzo, cedido por el Football Club Barcelona de forma esporádica junto a José Quirante—, algo habitual en la época donde equipos se reforzaban con jugadores de otros equipos para disputar partidos concernientes al Campeonato de España. Terminada su vinculación con los catalanes, volvió a disputar un encuentro con los madrileños del torneo regional de la temporada 1914-15.
| Club | Temporada     | Div.          | Liga (1)    | Liga (1)    | Copa (2) | Copa (2) | Regional (3) | Regional (3) | Total (4) | Total (4) | Media goleadora |
| Club | Temporada     | Div.          | Part.       | Goles       | Part.    | Goles    | Part.        | Goles        | Part.     | Goles     | Media goleadora |
| --- | ------------- | ------------- | ----------- | ----------- | -------- | -------- | ------------ | ------------ | --------- | --------- | --------------- |
| F. C. Internacional | 1.ª C.        | 1905-06       | Inexistente | Inexistente | —        | —        | 3            | 1            | 3         | 1         | 0.33            |
| Catalá F. C. | 1.ª C.        | 1906-07       | Inexistente | Inexistente | —        | —        | 3            | —            | 3         | 0         | 0               |
| F. C.Barcelona | 1.ª C.        | 1907-08       | Inexistente | Inexistente | —        | —        | 4            | 3            | 4         | 3         | 0.75            |
| Madrid F. C. | 1.ª C.        | 1908          | Inexistente | Inexistente | —        | —        | 1            | —            | 1         | 0         | 0               |
| F. C.Barcelona | 1.ª C.        | 1908-09       | Inexistente | Inexistente | 1        | 1        | 7            | 7            | 8         | 8         | 1               |
| F. C.Barcelona | 1.ª C.        | 1909-10       | Inexistente | Inexistente | 2        | 2        | 8            | 16           | 10        | 18        | 1.80            |
| F. C.Barcelona | 1.ª C.        | 1910-11       | Inexistente | Inexistente | 1        | —        | 7            | 5            | 8         | 5         | 0.63            |
| C. D. Español | 1.ª C.        | 1911-12       | Inexistente | Inexistente | —        | —        | 6            | —            | 6         | 0         | 0               |
| Casual S. C. | 1.ª C.        | 1912-13       | Inexistente | Inexistente | —        | —        | 3            | 2            | 3         | 2         | 0.67            |
| F. C.Barcelona | 1.ª C.        | 1913-14       | Inexistente | Inexistente | —        | —        | —            | —            | 0         | 0         | 0               |
| F. C.Barcelona | Total club    | Total club    | 0           | 0           | 4        | 3        | 26           | 31           | 30        | 34        | 1.13            |
| Madrid F. C. | 1.ª C.        | 1914          | Inexistente | Inexistente | —        | —        | 1            | —            | 1         | 0         | 0               |
| Madrid F. C. | Total club    | Total club    | 0           | 0           | 0        | 0        | 2            | 0            | 2         | 0         | 0               |
| Total carrera | Total carrera | Total carrera | 0           | 0           | 4        | 3        | 43           | 34           | 47        | 37        | 0.79            |
| (1) No existía el Campeonato de Liga (1905-15). Clubes de 1.ª categoría por la Federación Catalana (1905-14) y la Federación Centro (1908 y 1914). (2) Incluye datos de la Copa de España (1908-11). (3) Incluye datos del Campeonato de Cataluña (1905-13); Campeonato Regional Centro (1908 y 1914). (4) No incluye goles en partidos amistosos. |               |               |             |             |          |          |              |              |           |           |                 |

## Palmarés
Nota: incluidos en cursiva los torneos de oficialidad cuestionada.
| Título              | Club            | Año  |
| ------------------- | --------------- | ---- |
| Copa Pirineos       | F. C. Barcelona | 1910 |
| Copa Pirineos       | F. C. Barcelona | 1911 |
|                     |                 |      |
| Campeonato Regional | Madrid F. C.    | 1908 |
| Campeonato Regional | F. C. Barcelona | 1909 |
| Campeonato Regional | F. C. Barcelona | 1910 |
| Copa                | F. C. Barcelona | 1910 |
| Campeonato Regional | F. C. Barcelona | 1911 |
| Campeonato Regional | C. D. Español   | 1912 |